# Leonti Nikolajewitsch Dobrezow
Leonti Nikolajewitsch Dobrezow (russisch Леонтий Николаевич Добрецов; * 12. Novemberjul. / 25. November 1904greg. in Weliki Ustjug; † 19. Juni 1968 in Leningrad) war ein russischer Physiker und Hochschullehrer.

## Leben
Dobrezow studierte 1923–1929 an der Universität Leningrad in der physikalischen Abteilung der physikalisch-mathematischen Fakultät bei Pjotr Iwanowitsch Lukirski. Gleichzeitig arbeitete er als Laborant im Staatlichen Optik-Institut. In seiner ersten Arbeit untersuchte er zusammen mit Alexander Nikolajewitsch Terenin die Feinstruktur der Natrium-D-Linie und entdeckte dabei die Hyperfeinstruktur. Nach dem Studium war er Assistent am Leningrader Elektrotechnik-Institut und darauf an der Universität Leningrad.
Ab 1931 arbeitete Dobrezow in Leningrad in der Elektrotechnik-Budjonny-Militärakademie und im Physik-Institut in der Abteilung für Elektrophysik.
1936 wurde Dobrezow Leiter des Lehrstuhls für Physik der Ersten Zentralasiatischen Staatlichen Universität in Taschkent. Er wechselte dann an die 1934 gegründete Kasachische Staatliche Universität in Alma-Ata. 1938 wurde er für seine Arbeiten zur thermischen Ionisation von der Universität Leningrad ohne Verteidigung einer Dissertation zum Kandidaten der physikalisch-mathematischen Wissenschaften promoviert.
Nach dem Deutsch-Sowjetischen Krieg arbeitete Dobrezow ab 1945 im Leningrader Physikalisch-Technischen Institut (LFTI) der Akademie der Wissenschaften der UdSSR (AN-SSSR) und leitete den Lehrstuhl für Physik der Elektronik des Leningrader Polytechnischen Instituts. 1946 promovierte ihn das LFTI nach Verteidigung seiner Dissertation über die thermische Ionisation und die Elektronenemission einer Wolfram-Wendel im elektrischen Feld zum Doktor der physikalisch-mathematischen Wissenschaften. Die thermische Ionisation und die Elektronenemission bildeten auch weiter den Arbeitsschwerpunkt seiner Forschungstätigkeit. Dobrezows Buch über die Elektronen- und Ionenemission erschien 1950 und als Neuauflage 1952 sowie dann auch in China, Ungarn, der DDR und der Tschechoslowakei. 1960 erschien die Atomphysik und 1966 die Emissionselektronik. Er arbeitete mit dem Unternehmen Swetlana zusammen, das der größte Hersteller von Radioröhren und anderen Geräten für Elektronenstrahlen im Vakuum war.
Dobrezow war verheiratet mit der Geologin Julija Nikolajewna Kell, Tochter des Geodäsisten Nikolai Georgijewitsch Kell.
Dobrezows Sohn war der Geologe Nikolai Leontjewitsch Dobrezow.
Dobrezow wurde auf dem Bogoslowskoje-Friedhof begraben.

## Ehrung
- Leninorden (1954)[2]